# Guillaume Tirel

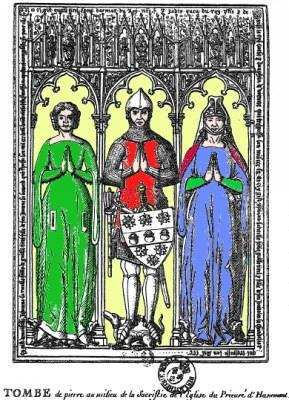
Guillaume Tirels gravmonument (illustration från 1800-talet)

Guillaume Tirel, alias Taillevent (fornfranska: "skärvind"), född 1310 i Pont-Audemer, död 1395, var hovkock i tjänst hos flera franska kungar, inklusive Filip VI, Karl V och Karl VI från cirka 1325. Han gjorde större tillägg till en redan existerande kokbok vid namn Le Viandier som hade ett stort inflytande på det franska köket och har varit en viktig källa för mathistoriker som en källa till medeltidens mat, särskilt i Nordfrankrike. Under Filip VI var Taillevent drivande för den ökade populariteten för starka röda viner från Sydfrankrike och burgundiska viner.

### Fotnoter
1. ↑  Johnson, s. 127